# Comuna Ramna, Caraș-Severin
Ramna este o comună în județul Caraș-Severin, Banat, România, formată din satele Bărbosu, Ramna (reședința) și Valeapai.

## Demografie
Componența etnică a comunei Ramna
     Români (94%)
     Alte etnii (0,14%)
     Necunoscută (5,86%)
Componența confesională a comunei Ramna
     Ortodocși (82,56%)
     Penticostali (5,93%)
     Baptiști (3,36%)
     Greco-catolici (1,07%)
     Alte religii (1,22%)
     Necunoscută (5,86%)
Conform recensământului efectuat în 2021, populația comunei Ramna se ridică la 1.399 de locuitori, în scădere față de recensământul anterior din 2011, când fuseseră înregistrați 1.560 de locuitori. Majoritatea locuitorilor sunt români (94%), iar pentru 5,86% nu se cunoaște apartenența etnică. Din punct de vedere confesional, majoritatea locuitorilor sunt ortodocși (82,56%), cu minorități de penticostali (5,93%), baptiști (3,36%) și greco-catolici (1,07%), iar pentru 5,86% nu se cunoaște apartenența confesională.

## Politică și administrație
Comuna Ramna este administrată de un primar și un consiliu local compus din 9 consilieri. Primarul, Magdalena Valeria Ciurea[*], de la Partidul Național Liberal, este în funcție din 2012. Începând cu alegerile locale din 2024, consiliul local are următoarea componență pe partide politice:
|  | Partid                          | Consilieri | Componența Consiliului | Componența Consiliului | Componența Consiliului | Componența Consiliului |
|  | ------------------------------- | ---------- | ---------------------- | ---------------------- | ---------------------- | ---------------------- |
|  | Partidul Național Liberal       | 4          |                        |                        |                        |                        |
|  | Partidul Social Democrat        | 3          |                        |                        |                        |                        |
|  | Alianța pentru Unirea Românilor | 2          |                        |                        |                        |                        |

## Legături externe

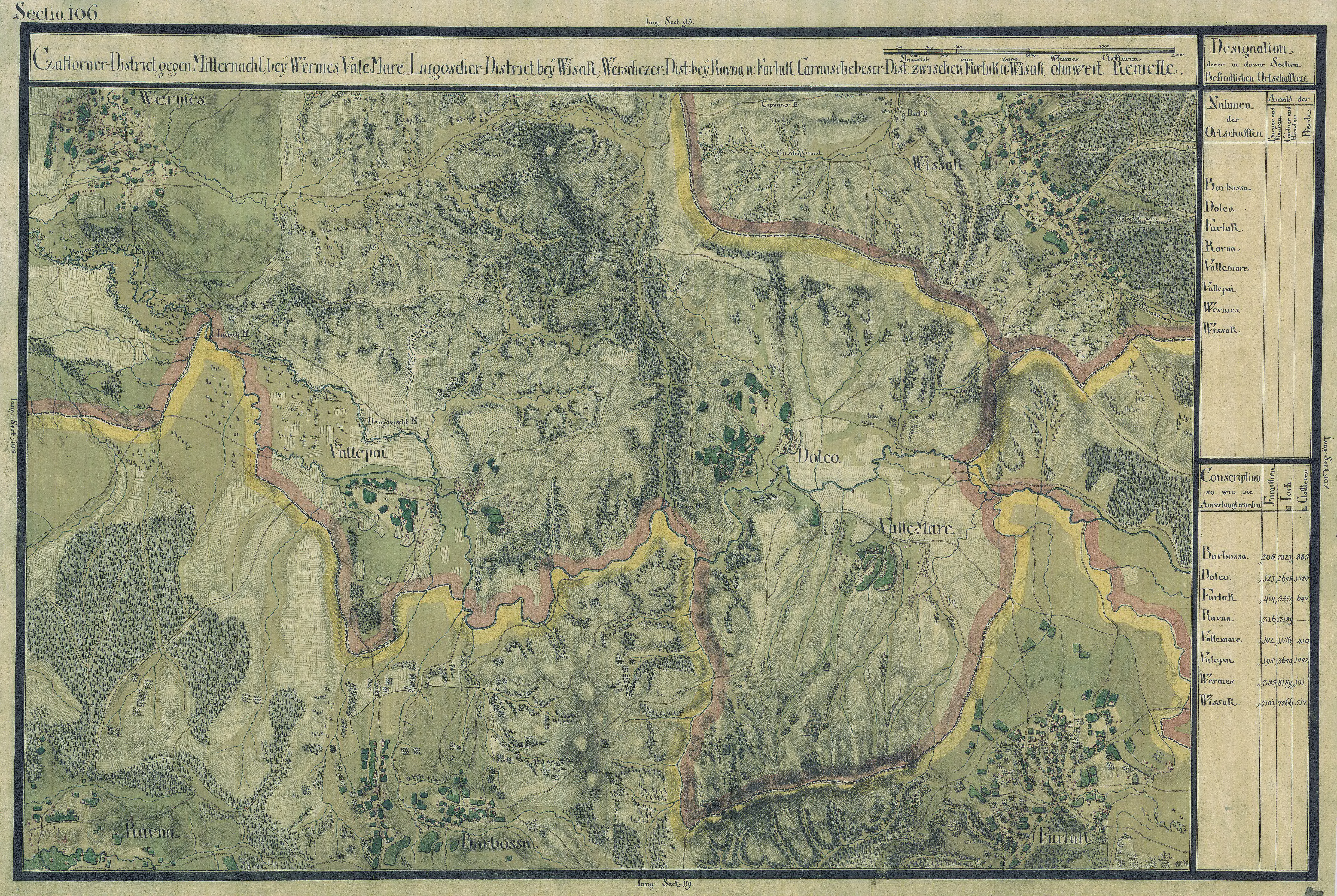
Ramna în Harta Iosefină a Banatului, 1769-72